# Кубок мира по дартсу 2016
Кубок мира по дартсу 2016 — 6-й командный чемпионат мира по дартсу, проходивший 2—5 июня 2016 года в Франкфурте-на-Майне в формате лэгов. Англия сохранила свой титул после победы над Нидерландами в финале со счётом 3-2.

## Формат
В турнире приняли участие 32 команды (8 «сеяных» и 24 «несеяных»). Сетка турнира не предполагала наличие группового этапа. Правила каждого этапа таковы:
- Первый раунд — парные матчи до победы в пяти лэгах.
- Второй раунд, четвертьфиналы и полуфиналы — два одиночных матча до победы в четырёх лэгах. Если счёт будет равным, играется третий, парный матч до победы в четырёх лэгах.
- Финал — финал играется до трёх очков и состоит из двух одиночных и одного парного матчей до победы в четырёх лэгах. Если после трёх матчей победитель не будет определён, игроки одиночных матчей меняются соперниками и играют снова с возможным пятым парным матчем до победы в четырёх лэгах.

## Призовые
Призовой фонд турнира 250 тысяч фунтов стерлингов. Призовой фонд для команд:
| Этап             | Призовые (Всего: £250,000) |
| ---------------- | -------------------------- |
| Победитель       | £50,000                    |
| Финалист         | £26,000                    |
| Полуфиналист     | £15,000                    |
| Четвертьфиналист | £10,000                    |
| Второй раунд     | £7,000                     |
| Первый раунд     | £3,000                     |

## Результаты
- Англия: Фил Тейлор и Адриан Льюис — победитель
- Нидерланды: Майкл ван Гервен и Раймонд ван Барневельд — финал

## См.также
- Командный чемпионат мира по дартсу
- Professional Darts Corporation
- Дартс